# La Trinidad, Santa Cruz de Juventino Rosas
La Trinidad är en ort i Mexiko.   Den ligger i kommunen Santa Cruz de Juventino Rosas och delstaten Guanajuato, i den centrala delen av landet, 240 km nordväst om huvudstaden Mexico City. La Trinidad ligger 1 727 meter över havet och antalet invånare är 360.
Terrängen runt La Trinidad är platt åt sydost, men åt nordväst är den kuperad. Terrängen runt La Trinidad sluttar söderut. Runt La Trinidad är det tätbefolkat, med 266 invånare per kvadratkilometer. Närmaste större samhälle är Salamanca, 13,3 km väster om La Trinidad. Trakten runt La Trinidad består till största delen av jordbruksmark.